# Śląsk Wrocław
Le Śląsk Wrocław (Wojskowy Klub Sportowy Śląsk Wrocław en polonais) est un club omnisports polonais basé à Wrocław en Basse-Silésie (le nom Śląsk signifie Silésie). Fondé en 1947, il est composé de plusieurs sections, dont trois majeures liées au football, au basket-ball et au handball.
En sport individuel, il est également représenté par de nombreux médaillés olympiques : en un peu plus de 70 ans, les sportifs du Śląsk Wrocław ont en effet remporté quatre médailles d'or olympiques, quatre d'argent et dix de bronze, près de 120 médailles lors des championnats du monde et plus de 200 aux championnats d'Europe.

## Histoire

### La fondation du club
Peu après la fin de la Seconde Guerre mondiale, des militaires installés à Wrocław créent plusieurs clubs sportifs. Ainsi, ceux de l'École supérieure du génie militaire fondent en 1947 le Pionier Wrocław et ses sections football, hockey sur glace, boxe et aviron, et ceux de l'École de l'infanterie créent le Podchorążak Wrocław. En avril 1949, les deux entités fusionnent pour donner le Legia Wrocław, qui deviendra en 1957, soit dix ans plus tard, le Śląsk Wrocław.

### 1960-2000: le règne sur le sport polonais
Entre-temps, les sections basket-ball et handball sont créées. Ce sont d'ailleurs celles-ci qui donnent au club ses premiers titres nationaux, en 1958 pour le handball et en 1965 pour le basket. Elles arrivent même à éclipser le football en ville en régnant sur leurs disciplines. En effet, la section basket-ball remporte en moins de quarante ans dix-sept couronnes de championne de Pologne et douze coupes nationales, pendant que la section handball fait encore mieux en étant championne de Pologne quinze fois entre 1958 et 1997 et en disputant une finale de Ligue des champions en 1978 contre Magdebourg (défaite 22–28). Plus modeste, la section football gagne toutefois son premier championnat en 1977 et deux coupes nationales, puis retombe dans le ventre-mou du classement et descend même en deuxième division.
À l'aube des années 2000, les sections handball et basket-ball du Śląsk Wrocław sont les plus titrées du pays dans leur sport respectif.

### Le déclin depuis les années 2000
Cependant, la tendance commence à s'inverser vers le milieu des années 2000 : alors que le club de football se reconstruit, les deux autres sections ont de graves problèmes financiers et doivent se retirer de leurs championnats (2008 pour le basket et 2010 pour le handball), déclarer faillite et recommencer dans des divisions inférieures. Pendant ce temps, la section football inaugure son nouveau stade municipal construit pour l'Euro 2012, joue la Coupe d'Europe et les premiers rôles en première division. Celle-ci remporte le championnat 2011-2012.
Tandis que la section handball fait un court retour en première division avant de se concentrer sur ses équipes de jeunes, le basket-ball à Wrocław retrouve la Polska Liga Koszykówki en 2019, après plusieurs allers-retours entre première et troisième division.

## Palmarès
En additionnant le nombre de trophée nationaux, on obtient au total 64 sacres, dont plus de la moitié (33) pour la seule section basket-ball.
| Section       | Titres nationaux | Titres européens | Total |
| ------------- | ---------------- | ---------------- | ----- |
| Basket-ball   | 33               | 0                | 33    |
| Football      | 7                | 0                | 7     |
| Haltérophilie | 2                | 0                | 2     |
| Handball      | 22               | 0                | 22    |
| Total         | 64               | 0                | 64    |

## Sections sportives actuelles
Le Śląsk Wrocław est composé des sections suivantes :
- Football (depuis 1947) : voir l'article associé
- Basket-ball (depuis 1948) : voir l'article associé
- Handball (depuis 1955) : voir l'article associé
- Haltérophilie (depuis 1962)
- Lutte
- Natation
- Tir sportif

## Anciennes sections
- Hockey sur glace (jusqu'en 1970)
- Athlétisme
- Boxe
- Speedway
- Volley-ball